# Wanda Węgierska
Wanda Węgierska ps. Wanda (ur. 1 lutego 1919 w Łodzi, zm. 25 czerwca 1943 w Berlinie) – polska harcerka i żołnierka wywiadu podziemia.

## Życiorys
Organizowała i prowadziła drużynę w Gimnazjum Humanistycznym w Łodzi. Od 1940 roku służyła w łódzkiej centrali ZWZ. W 1941 roku rozpoczęła służbę wywiadowczą na terenie III Rzeszy. Współpracowała z grupą wywiadowczą Antoniego Ingielewicza i była kurierką Organizacji Wojskowej Związku Jaszczurczego. Aresztowana w Berlinie w 1942 roku, skazana została na karę śmierci. Wyrok wykonano przez ścięcie toporem.
Była odznaczona Krzyżem Srebrnym Orderu Virtuti Militari oraz Krzyżem Armii Krajowej. 18 marca 2010 została odznaczona pośmiertnie Krzyżem Komandorskim Orderu Odrodzenia Polski.
Od 1997 roku na Zgierskim, Przybyłowie jest ulica jej imienia, wcześniej ulica Janka Krasickiego.
Od 2 października 2005 jest patronką 337 WDH-ek "Jutrzenka".
26 marca 2010 odbyła się konferencja poświęcona losom kobiet, które działały w służbie wywiadu ZWZ-AK (upamiętnione zostały także Monika Dymska, Władysława Maciesza, Krystyna Wituska).